# Anemogamie

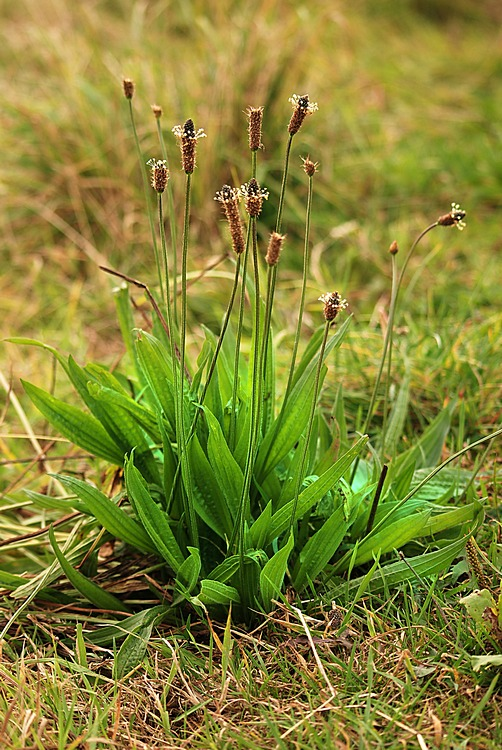
Jitrocel kopinatý

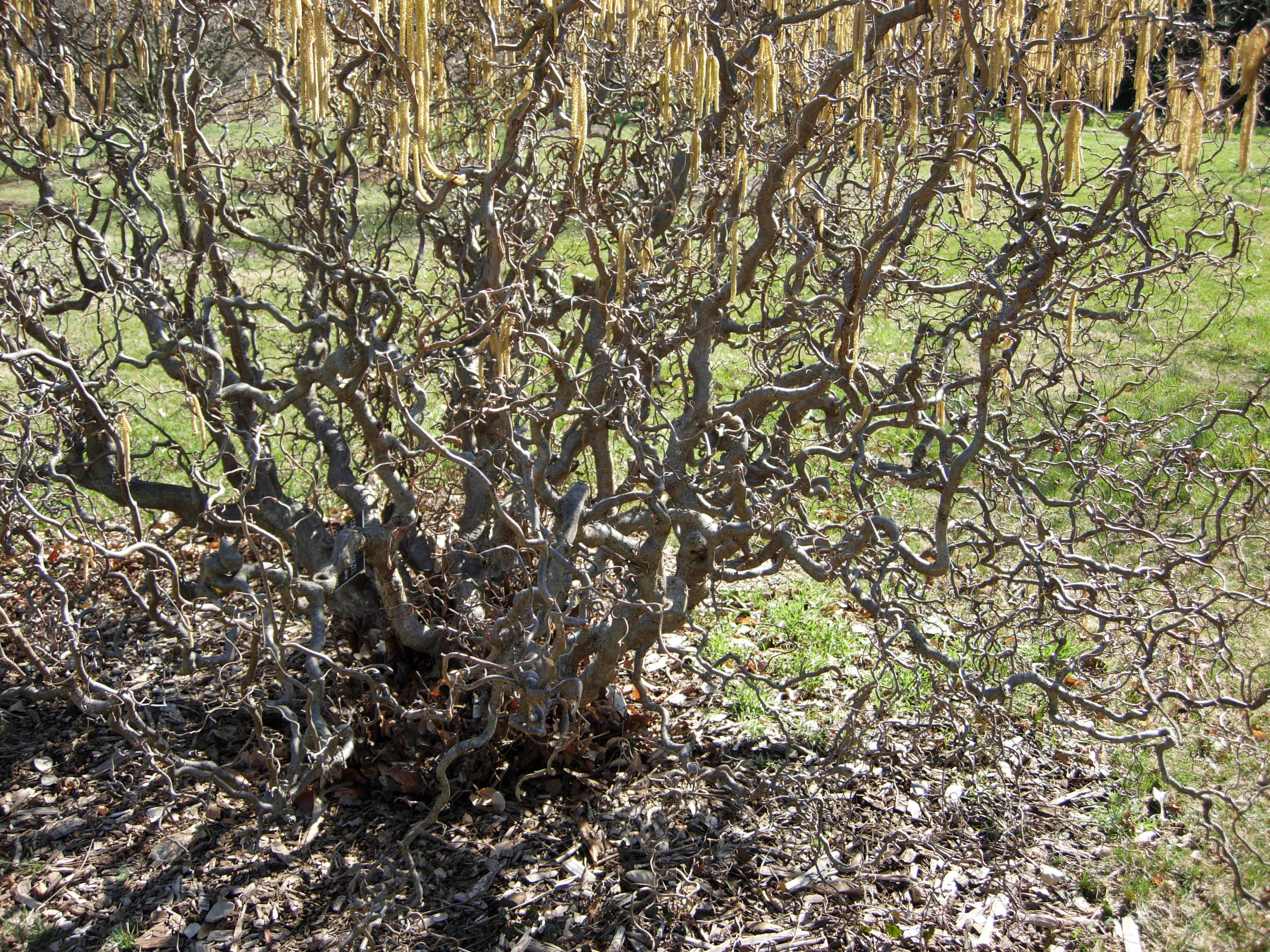
Jehnědy na lísce

Anemogamie (také větrosprašnost nebo větrosnubnost) je způsob opylení semenných rostlin pomocí větru. Větrem jsou opylovány hlavně nahosemenné, ale tento způsob opylení je rozšířen i mezi krytosemennými. Krytosemenné rostliny opylované větrem mají často redukované části, které jsou důležité při opylením hmyzem. Např. okvětí je většinou nenápadné a listenovitého charakteru, někdy je zakrnělé nebo i chybí, nektária jsou také redukována nebo zcela chybí. Došlo u nich často ke zmenšení květů, blizny mají často pérovitý či laločnatý tvar, aby lépe zachytily pylová zrna. Je zde tendence k vytváření květenství s četnými drobnými květy, různé jehnědy, laty atd.
Příkladem větrosprašných rostlin jsou četné jehličnany, např. smrk (Picea) nebo borovice (Pinus). Z vyšších dvouděložných je příkladem třeba bříza (Betula) nebo líska (Corylus), z jednoděložných např. trávy (Poaceae) nebo šáchorovité (Cyperaceae).
Zatímco u jehličnanů je anemogamie původním znakem, u krytosemenných rostlin je jedná o odvozený znak, který se vyvinul nezávisle v různých liniích rostlin z původního opylování živočichy. Je mezi nimi mnoho stromovitých druhů, ale také keře a byliny. Anemogamní dřeviny v oblastech mírného pásu zpravidla kvetou dříve než entomogamní druhy, ještě před olistěním.
Anemogamie je běžným způsobem opylování zejména v oblastech mírného pásu, kde její podíl výrazně narůstá se vzrůstající zeměpisnou šířkou. Naopak v takových biotopech, jako jsou tropické deštné lesy, je vzácná.
Některé rostliny, běžně považované za entomogamní, jsou ve skutečnosti opylovány jak hmyzem, tak i větrem. Patří mezi ně např. vrby, javory, lípy, vřes obecný, biky, pepřovníky a jiné.